# Райт, Дэйв
Дэйв Райт (англ. Dave Wright; родился 5 октября 1905 — умер в 1955) — шотландский футболист, нападающий, наиболее известный по выступлениям за «Сандерленд» и «Ливерпуль».

## Карьера
Дэйв родился в Керколди в области Файф и успел поиграть за местные команды «Ист Файф» и «Кауденбит», а также английский «Сандерленд» прежде, чем в марте 1930 года был подписан Джорджем Паттерсоном в «Ливерпуль». 21 апреля 1930 года он дебютировал в матче против «Ньюкасл Юнайтед» на «Энфилде», закончившемся вничью 0:0, а свой первый гол за команду забил лишь десять месяцев спустя, 7 февраля 1931 года, когда матч между теми же соперниками закончился со счётом 4:2 в пользу «Ливерпуля». Райт в этом матче отметился хет-триком, ещё один гол (и тоже первый для себя) забил Харолд Бартон.
Райт провёл за «Ливерпуль» ровно 100 матчей и покинул команду в июле 1934 года, присоединившись к «Халл Сити». Впоследствии он также выступал за «Брэдфорд Парк Авеню».